# Чемпионат Кувейта по футболу
Премьер-лига Кувейта (араб.:الدوري الكويتي) — высший футбольный турнир Кувейта. Разыгрываемый 10-ю клубами. Проходит по системе весна-осень. Два клуба, занявшие последние места, вылетают в первый дивизион.

## Чемпионы
- 1961/62 : Аль-Араби
- 1962/63 : Аль-Араби
- 1963/64 : Аль-Араби
- 1964/65 : Аль-Кувейт
- 1965/66 : Аль-Араби
- 1966/67 : Аль-Араби
- 1967/68 : Аль-Кувейт
- 1968/69 : Аль-Кадисия
- 1969/70 : Аль-Араби
- 1970/71 : Аль-Кадисия
- 1971/72 : Аль-Кувейт
- 1972/73 : Аль-Кадисия
- 1973/74 : Аль-Кувейт
- 1974/75 : Аль-Кадисия
- 1975/76 : Аль-Кадисия
- 1976/77 : Аль-Кувейт
- 1977/78 : Аль-Кадисия
- 1978/79 : Аль-Кувейт
- 1979/80 : Аль-Араби
- 1980/81 : Аль-Сальмия
- 1981/82 : Аль-Араби
- 1982/83 : Аль-Араби
- 1983/84 : Аль-Араби
- 1984/85 : Аль-Араби
- 1985/86 : Казма
- 1986/87 : Казма
- 1987/88 : Аль-Араби
- 1988/89 : Аль-Араби
- 1989/90 : Аль-Яхра
- 1990/91 : отменён из-за войны в заливе
- 1991/92 : Аль-Кадисия
- 1992/93 : Аль-Араби
- 1993/94 : Казма
- 1994/95 : Аль-Сальмия
- 1995/96 : Казма
- 1996/97 : Аль-Араби
- 1997/98 : Аль-Сальмия
- 1998/99 : Аль-Кадисия
- 1999/00 : Аль-Сальмия
- 2000/01 : Аль-Кувейт
- 2001/02 : Аль-Араби
- 2002/03 : Аль-Кадисия
- 2003/04 : Аль-Кадисия
- 2004/05 : Аль-Кадисия
- 2005/06 : Аль-Кувейт
- 2006/07 : Аль-Кувейт
- 2007/08 : Аль-Кувейт
- 2008/09 : Аль-Кадисия
- 2009/10 : Аль-Кадисия
- 2010/11 : Аль-Кадисия
- 2011/12 : Аль-Кадисия
- 2012/13 : Аль-Кувейт
- 2013/14 : Аль-Кадисия
- 2014/15 : Аль-Кувейт
- 2015/16 : Аль-Кадисия
- 2016/17 : Аль-Кувейт
- 2017/18 : Аль-Кувейт
- 2018/19 : Аль-Кувейт
- 2019/20 : Аль-Кувейт
- 2020/21 : Аль-Араби
- 2021/22 : Аль-Кувейт
- 2022/23 : Аль-Кувейт
- 2023/24 : Аль-Кувейт
- 2024/25 : Аль-Кувейт